# Epidendrum hymenodes
Epidendrum hymenodes är en orkidéart som beskrevs av John Lindley. Epidendrum hymenodes ingår i släktet Epidendrum och familjen orkidéer. Inga underarter finns listade i Catalogue of Life.